# Đoàn Kết, Buôn Hồ
Đoàn Kết là một phường thuộc thị xã Buôn Hồ, tỉnh Đắk Lắk, Việt Nam.

## Địa lý
Phường Đoàn Kết nằm ở trung tâm thị xã Buôn Hồ, có vị trí địa lý:
- Phía đông giáp phường Thiện An
- Phía tây giáp huyện Cư M'gar
- Phía nam giáp phường Thống Nhất
- Phía bắc giáp phường An Bình và huyện Krông Búk.

Phường Đoàn Kết có diện tích 15,06 km², dân số năm 2008 là 4.106 người, mật độ dân số đạt 273 người/km².

## Lịch sử
Trước đây, Đoàn Kết là một xã thuộc huyện Krông Búk.
Ngày 17 tháng 1 năm 1984, Hội đồng Bộ trưởng ban hành Quyết định 13-HĐBT. Theo đó, chia xã Đoàn Kết thành 3 đơn vị hành chính lấy tên là xã Đoàn Kết, xã Ea Blang và thị trấn Buôn Hồ.
Ngày 23 tháng 12 năm 2008, Chính phủ ban hành Nghị định 07/NĐ-CP về việc:
- Chuyển xã Đoàn Kết về thị xã Buôn Hồ mới thành lập
- Điều chỉnh 274,7 ha diện tích tự nhiên và 927 người của xã Đoàn Kết để thành lập phường An Bình
- Thành lập phường Đoàn Kết trên cơ sở 1.506,43 ha diện tích tự nhiên và 4.106 người còn lại của xã Đoàn Kết.